# Bahnstrecke Aliwal North–Barkly East
| Streckenlänge: | 157 km            |                                                         |                                                         |
| Spurweite: | 1067 mm (Kapspur) |                                                         |                                                         |
| Maximale Neigung: | 33 ‰              |                                                         |                                                         |
| |                   |                                                         |                                                         |
| Land: | Südafrika         |                                                         |                                                         |
| \| \| \| über Zastron zur Hauptstrecke Bloemfontein–Bethlehem \| \| \| \| 0 \| Aliwal North \| (1355 m) \| \| \| \| über Dreunberg zur Hauptstrecke Burgersdorp–East London \| \| \| \| \| Maletswai \| \| \| \| \| Maynier \| \| \| \| \| Pollie \| \| \| \| \| Braamspruit \| \| \| \| \| Kraaiburg \| \| \| \| \| Cambwell \| \| \| \| 40 \| Beerley \| Beerley \| \| \| \| Mtini \| \| \| \| \| Amandel \| \| \| \| 64 \| Lady Grey (1631 m) \| Lady Grey (1631 m) \| \| \| \| Bamboeskloof \| \| \| \| 80 \| Melk/First Reverse (1. Spitzkehre) (1728 m) \| Melk/First Reverse (1. Spitzkehre) (1728 m) \| \| \| 82 \| Second Reverse (2. Spitzkehre) \| Second Reverse (2. Spitzkehre) \| \| \| 83 \| Third Reverse (3. Spitzkehre) \| Third Reverse (3. Spitzkehre) \| \| \| \| Karnmelkspruit (Fluss) \| \| \| \| \| Water Tank \| \| \| \| 84 \| Fourth Reverse (4. Spitzkehre) (1635 m) \| Fourth Reverse (4. Spitzkehre) (1635 m) \| \| \| 86 \| Fifth Reverse (5. Spitzkehre) \| Fifth Reverse (5. Spitzkehre) \| \| \| 87 \| Sixth Reverse (6. Spitzkehre) \| Sixth Reverse (6. Spitzkehre) \| \| \| 96 \| Motkop \| Motkop \| \| \| 103 \| Drizzly (1990 m) \| Drizzly (1990 m) \| \| \| 107 \| Ulrie \| Ulrie \| \| \| \| Vickers \| \| \| \| \| Orpendale \| \| \| \| \| Delta \| \| \| \| 128 \| New England (1830 m) \| New England (1830 m) \| \| \| \| Lynndale \| \| \| \| \| Seventh Reverse (7. Spitzkehre) \| \| \| \| \| Eighth Reverse (8. Spitzkehre) \| \| \| \| 146 \| Tierkrans (1662 m) \| Tierkrans (1662 m) \| \| \| \| Kraai River (Fluss) \| \| \| \| 157 \| Barkly East (1814 m) Streckenendpunkt mit Lokdepot \| Barkly East (1814 m) Streckenendpunkt mit Lokdepot \| |                   |                                                         |                                                         |
| Strecke (außer Betrieb) |                   | über Zastron zur Hauptstrecke Bloemfontein–Bethlehem    | über Zastron zur Hauptstrecke Bloemfontein–Bethlehem    |
| Bahnhof (Strecke außer Betrieb) | 0                 | Aliwal North                                            | (1355 m)                                                |
| Abzweig geradeaus und nach rechts (Strecke außer Betrieb) |                   | über Dreunberg zur Hauptstrecke Burgersdorp–East London | über Dreunberg zur Hauptstrecke Burgersdorp–East London |
| Haltepunkt / Haltestelle (Strecke außer Betrieb) |                   | Maletswai                                               | Maletswai                                               |
| Haltepunkt / Haltestelle (Strecke außer Betrieb) |                   | Maynier                                                 | Maynier                                                 |
| Haltepunkt / Haltestelle (Strecke außer Betrieb) |                   | Pollie                                                  | Pollie                                                  |
| Bahnhof (Strecke außer Betrieb) |                   | Braamspruit                                             | Braamspruit                                             |
| Bahnhof (Strecke außer Betrieb) |                   | Kraaiburg                                               | Kraaiburg                                               |
| Haltepunkt / Haltestelle (Strecke außer Betrieb) |                   | Cambwell                                                | Cambwell                                                |
| Bahnhof (Strecke außer Betrieb) | 40                | Beerley                                                 | Beerley                                                 |
| Haltepunkt / Haltestelle (Strecke außer Betrieb) |                   | Mtini                                                   | Mtini                                                   |
| Haltepunkt / Haltestelle (Strecke außer Betrieb) |                   | Amandel                                                 | Amandel                                                 |
| Bahnhof (Strecke außer Betrieb) | 64                | Lady Grey (1631 m)                                      | Lady Grey (1631 m)                                      |
| Haltepunkt / Haltestelle (Strecke außer Betrieb) |                   | Bamboeskloof                                            | Bamboeskloof                                            |
| Spitzkehrbahnhof rechts (Strecke außer Betrieb) | 80                | Melk/First Reverse (1. Spitzkehre) (1728 m)             | Melk/First Reverse (1. Spitzkehre) (1728 m)             |
| Abzweig nach links und von links (Strecke außer Betrieb) | 82                | Second Reverse (2. Spitzkehre)                          | Second Reverse (2. Spitzkehre)                          |
| Abzweig nach rechts und von rechts (Strecke außer Betrieb) | 83                | Third Reverse (3. Spitzkehre)                           | Third Reverse (3. Spitzkehre)                           |
| Brücke über Wasserlauf (Strecke außer Betrieb) |                   | Karnmelkspruit (Fluss)                                  | Karnmelkspruit (Fluss)                                  |
| Haltepunkt / Haltestelle (Strecke außer Betrieb) |                   | Water Tank                                              | Water Tank                                              |
| Abzweig nach rechts und von rechts (Strecke außer Betrieb) | 84                | Fourth Reverse (4. Spitzkehre) (1635 m)                 | Fourth Reverse (4. Spitzkehre) (1635 m)                 |
| Abzweig nach links und von links (Strecke außer Betrieb) | 86                | Fifth Reverse (5. Spitzkehre)                           | Fifth Reverse (5. Spitzkehre)                           |
| Abzweig nach rechts und von rechts (Strecke außer Betrieb) | 87                | Sixth Reverse (6. Spitzkehre)                           | Sixth Reverse (6. Spitzkehre)                           |
| Bahnhof (Strecke außer Betrieb) | 96                | Motkop                                                  | Motkop                                                  |
| Bahnhof (Strecke außer Betrieb) | 103               | Drizzly (1990 m)                                        | Drizzly (1990 m)                                        |
| Bahnhof (Strecke außer Betrieb) | 107               | Ulrie                                                   | Ulrie                                                   |
| Haltepunkt / Haltestelle (Strecke außer Betrieb) |                   | Vickers                                                 | Vickers                                                 |
| Haltepunkt / Haltestelle (Strecke außer Betrieb) |                   | Orpendale                                               | Orpendale                                               |
| Haltepunkt / Haltestelle (Strecke außer Betrieb) |                   | Delta                                                   | Delta                                                   |
| Bahnhof (Strecke außer Betrieb) | 128               | New England (1830 m)                                    | New England (1830 m)                                    |
| Haltepunkt / Haltestelle (Strecke außer Betrieb) |                   | Lynndale                                                | Lynndale                                                |
| Abzweig nach links und von links (Strecke außer Betrieb) |                   | Seventh Reverse (7. Spitzkehre)                         | Seventh Reverse (7. Spitzkehre)                         |
| Abzweig nach rechts und von rechts (Strecke außer Betrieb) |                   | Eighth Reverse (8. Spitzkehre)                          | Eighth Reverse (8. Spitzkehre)                          |
| Bahnhof (Strecke außer Betrieb) | 146               | Tierkrans (1662 m)                                      | Tierkrans (1662 m)                                      |
| Brücke über Wasserlauf (Strecke außer Betrieb) |                   | Kraai River (Fluss)                                     | Kraai River (Fluss)                                     |
| Kopfbahnhof Streckenende (Strecke außer Betrieb) | 157               | Barkly East (1814 m) Streckenendpunkt mit Lokdepot      | Barkly East (1814 m) Streckenendpunkt mit Lokdepot      |

Die Bahnstrecke Aliwal North–Barkly East war eine Nebenbahn in Südafrika, die beim ehemaligen Trennungsbahnhof Aliwal North von der Strecke (Burgersdorp –) Dreunberg – Aliwal North – Zastron – Sannaspos (– Bloemfontein) abzweigte. Durch ihre acht Spitzkehren war diese Strecke überregional bekannt. 2001 wurde sie stillgelegt.

## Planung
Wie viele andere südafrikanische Nebenstrecken sollte die Bahnlinie mit ausgesprochen niedrigen Erstellungskosten gebaut werden, man versuchte also, möglichst ohne Kunstbauten wie größere Dämme, Einschnitte oder Brücken auszukommen. Stattdessen wurden die Gleise den landschaftlichen Gegebenheiten angepasst, also um jeden Hügel und Bergrand herum verlegt. Der sich daraus ergebende Nachteil einer sehr kurvenreichen Strecke spielte zur Zeit der Erbauung noch keine Rolle. Dennoch musste die Überwindung der Schlucht des Karnmelkspruit, eines kleinen Flusses, und der Abstieg ins Flusstal des Kraai River gemeistert werden. Gelöst wurden diese Hürden durch Spitzkehren.

## Realisierung der Strecke

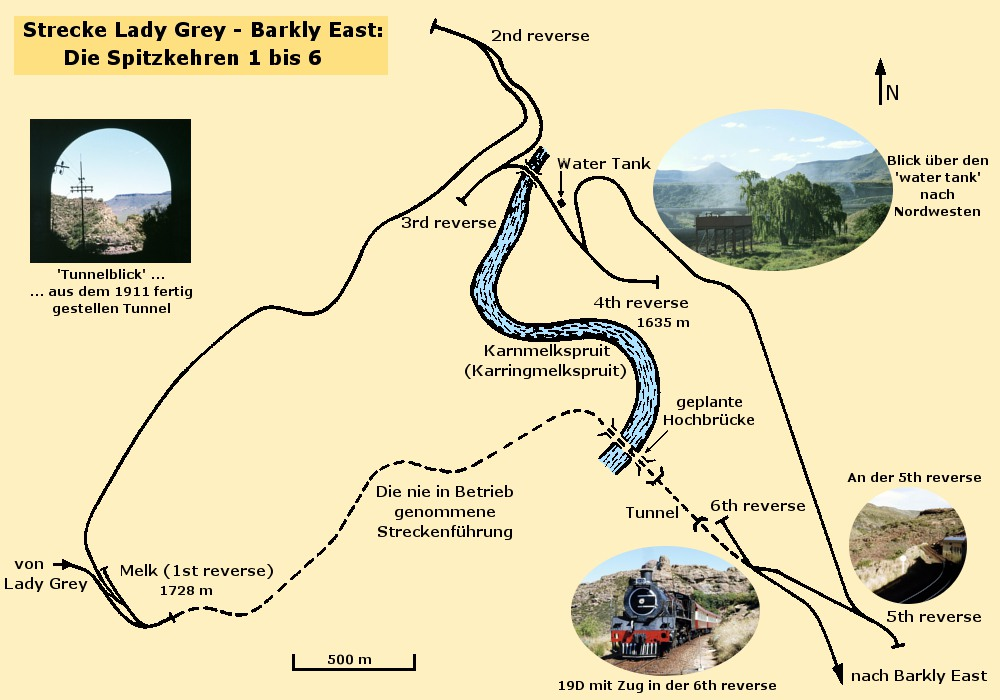
Die Spitzkehren 1 bis 6

Bereits 1902 wurde der unproblematische Streckenabschnitt Aliwal North–Lady Grey eröffnet. Grundlage für den Weiterbau der Strecke von dort war der Cape Railway Act, No. 34 von 1906. Dabei war geplant, hinter Melk eine große Talbrücke über die Schlucht des Karnmelkspruit zu errichten und die Strecke anschließend durch einen Tunnel zu führen. Ursprünglich nur für die Beförderung des Baumaterials gedacht, wurden sechs Spitzkehren zur Überwindung der Schlucht angelegt. Der Tunnel über dem Tal wurde 1911 fertiggestellt, auf der gegenüberliegenden Schluchtseite wurde ein Einschnitt und die künftige Trasse herausgearbeitet. Die offizielle Streckeneröffnung bis Melk erfolgte am 1. Dezember 1911.
Die Teile der Brücke, die mit einem Schiff aus Großbritannien geliefert wurden, erreichten allerdings nie ihr Ziel, da das Schiff im Sturm sank. Die sechs Spitzkehren wurden so zu einer dauerhaften Lösung, da eine weitere Brücke wegen des drohenden Ersten Weltkriegs nicht mehr geliefert werden konnte. Das Verkehrsaufkommen rechtfertigte später keine Durchführung von teuren Bauprojekten wie einer Brücke; das führte dazu, dass der Tunnel nie befahren wurde.
Der kleine Ort New England wurde 1913 erreicht, der Endpunkt Barkly East erst im Jahr 1925.

## Streckenbeschreibung

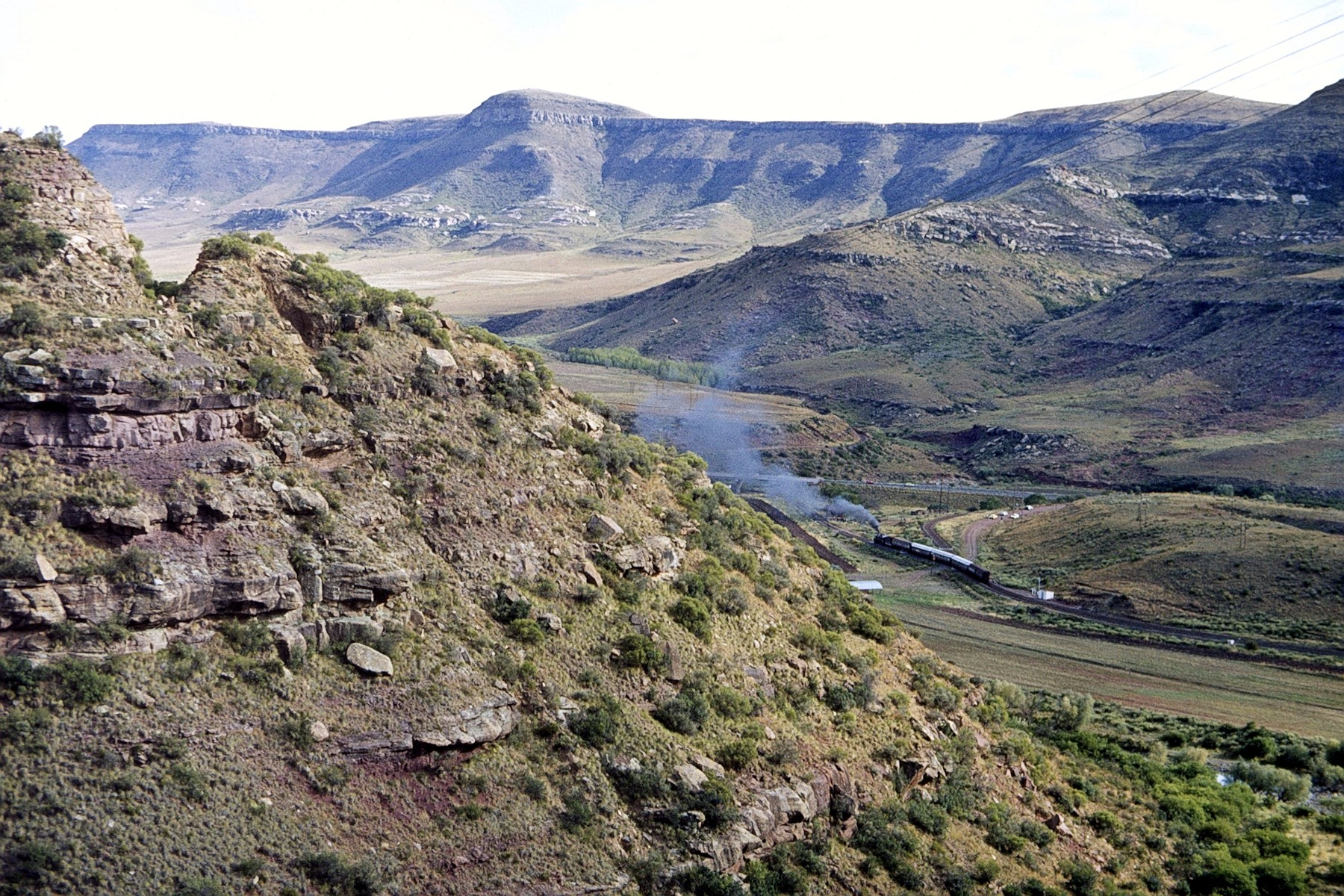
Blick über die Karnmelkspruitschlucht zum Einschnitt und zur 4. Spitzkehre (1983)

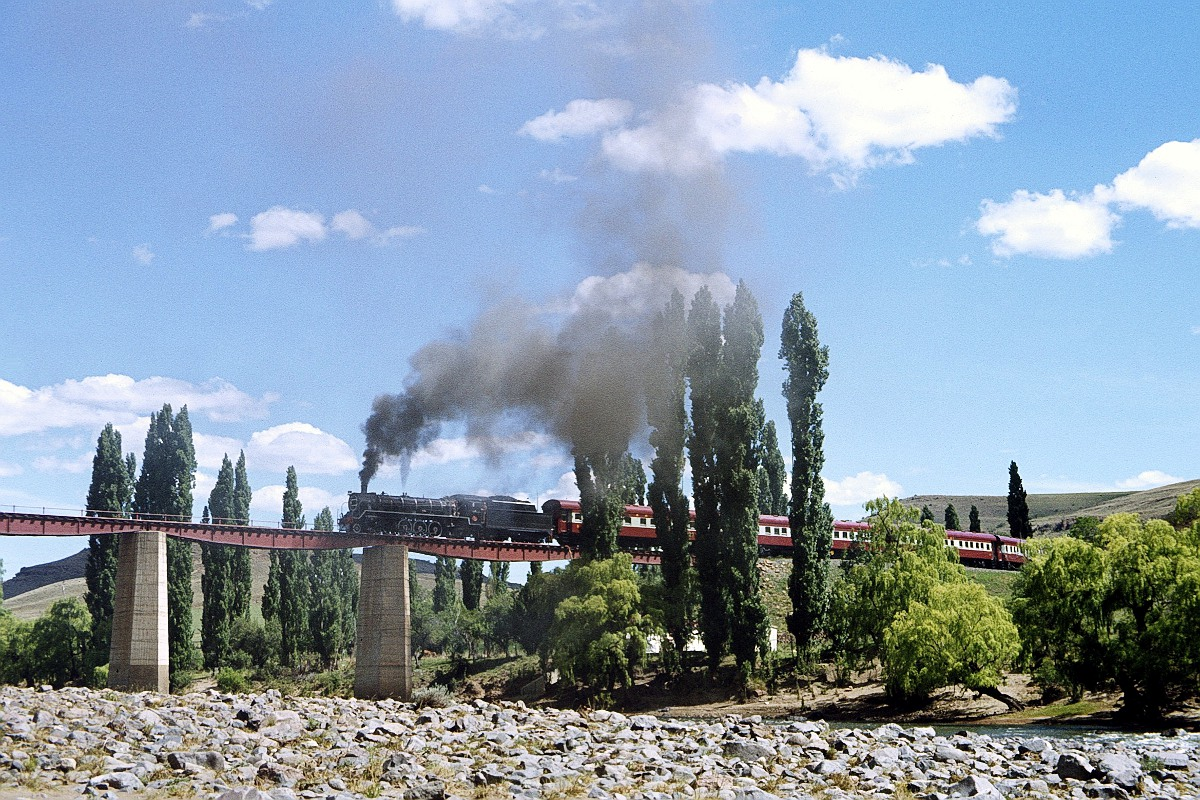
Dampfzug aus Barkly East auf der Kraai River Brücke kurz vor Tierkrans (1979)

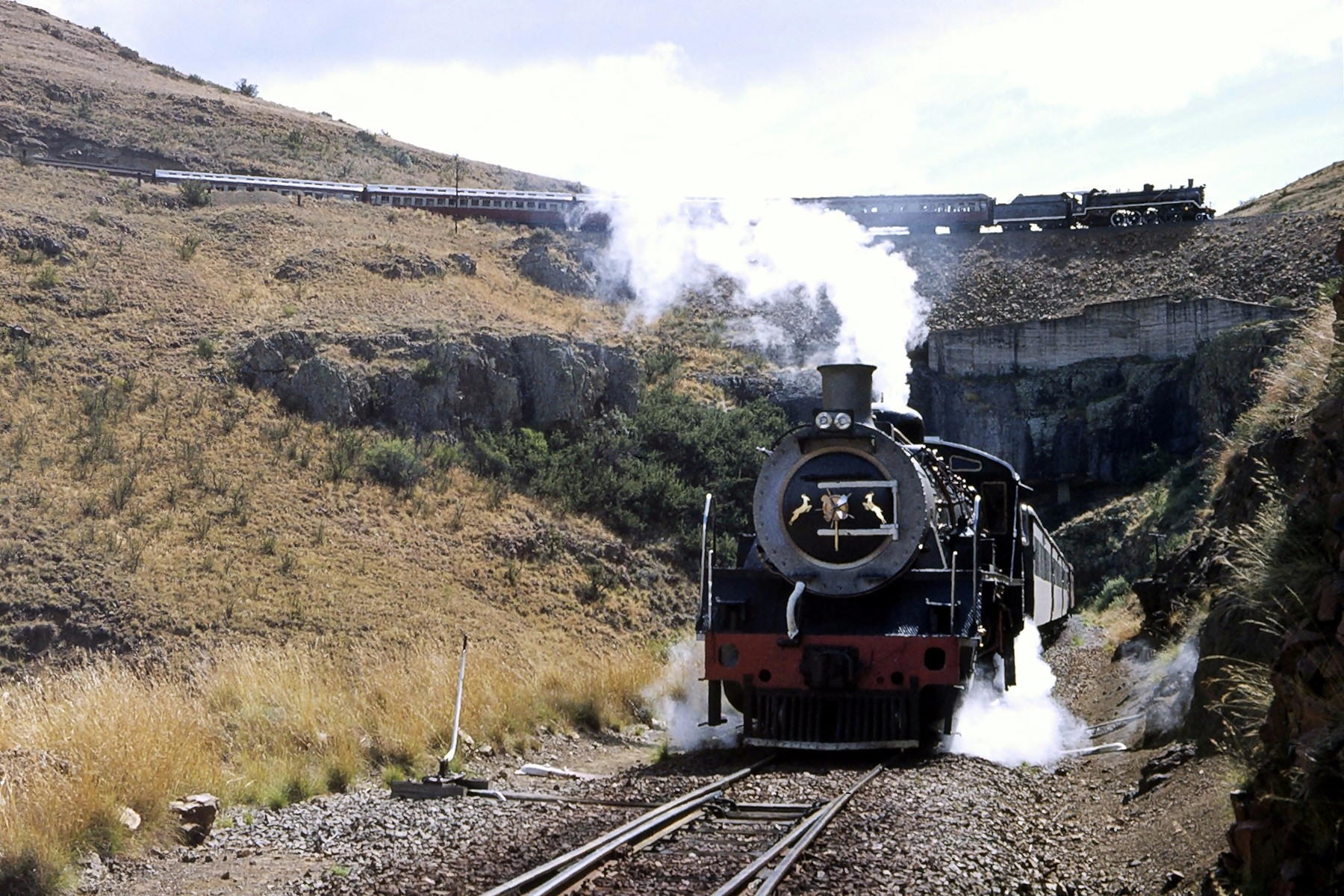
Zug in der 8. Spitzkehre (1983)

Die Strecke begann im Bahnhof Aliwal North, wobei sie die ersten 2,4 km das Gleis Richtung Dreunberg mitbenutzte. Am westlichen Ortsrand verließ die Bahn die Hauptrichtung und bog kurz nach Süden, dann weiter nach Osten ab. Bis Lady Grey ging es sehr kurvenreich und ständig moderat steigend durch fruchtbares Farmland. Nur 16 km später begann im Bahnhof Melk der erste Spitzkehrenabschnitt. Hier fand für alle Züge der erste Richtungswechsel statt, die Lokomotive drückte den Zug kurz vor sich her, dann begann auch schon bis unmittelbar vor der 2. Spitzkehre das Gefälle. Weiter bergab bis zur 3. Spitzkehre war die Lokomotive wieder vorne, danach erfolgte ein erneuter Richtungswechsel. Noch einmal ging es bis zur niederen Flussbrücke über den Karnmelkspruit ein Stück abwärts, direkt nach der Brücke stieg die Strecke bereits wieder an. Die Betriebsstelle Water Tank war für alle Dampfzüge Pflichthalt. Es mussten die Wasservorräte der Lokomotive ergänzt werden. Von hier war hoch oben im Bergmassiv das nördliche Tunnelportal erkennbar – der Tunnel, der nie von einem Zug befahren wurde. Nach dem Ergänzen der Wasservorräte ging es weiter aufwärts bis zur 4. Spitzkehre. Nach einem weiteren Wechsel der Fahrtrichtung wurde mit einer Steigung von 1:30 das steilste Streckenstück bis zur 5. Spitzkehre befahren. Von hier drückte die Lokomotive ihren Zug bis zur 6. Spitzkehre hoch, hinter der sich, nur etwa 100 m entfernt das Südportal des ungenutzten Tunnels befand. Von hier verlief  die Strecke weiterhin sehr kurvenreich in südöstlicher Richtung. Der höchste Punkt wurde bei Drizzly mit 1991 m erreicht. Lange Zeit war der Bahnhof New England der Streckenendpunkt, weshalb es hier auch ein Gleisdreieck sowie eine entsprechende Infrastruktur zur Versorgung von Dampflokomotiven gab. Nur 14 km weiter erfolgte der Abstieg ins Tal des Kraai River mit zwei weiteren Spitzkehren. Noch einmal ging es hinter der Station Tierkrans und der Flussüberquerung bergauf bis zum Streckenendpunkt Barkly East, wo sich auch ein Gleisdreieck sowie ein kleines Lokomotivdepot mit zweiständigem Lokschuppen, Wasserturm, Bekohlungsanlage und einigen Werkstatt- und Geräteschuppen befand.

## Lokomotiven
Fast 40 Jahre wurden auf der Strecke Garratts der Baureihe GB eingesetzt. Später wurden sie ersetzt durch Dampflokomotiven der Baureihe 19D. In den letzten Betriebsjahren wurden Diesellokomotiven eingesetzt.

## Verkehr
Die Züge beförderten vorwiegend landwirtschaftliche Erzeugnisse und Baumaterial. Personenverkehr erfolgte vorwiegend in Güterzügen im Begleitwagen mit Fahrgastabteilen.
Ab der Station Lady Grey konnten wegen der folgenden Spitzkehren nur verkürzte Züge verkehren. Die maximale Zuglänge war entsprechend der Länge der 8. Spitzkehre auf 180 Meter beschränkt.
Diese Bahnlinie war wegen ihrer Besonderheiten häufiges Ziel von Sonderzügen, längere Züge fuhren bis Lady Grey mit zwei Lokomotiven. Dort wurde der Zug dann geteilt und von jeweils einer Lok im Blockabstand weiterbefördert.
2001 wurde die Strecke stillgelegt. Inzwischen wird auch Aliwal North nicht mehr von Zügen angefahren.